# 戴厚英
戴厚英（1938年3月7日—1996年8月25日） （页面存档备份，存于）  ，女，安徽颍上人，中国作家。

## 生平
戴厚英是安徽颍上县南照镇人。兄弟姐妹7人，她排行老二。父亲是店员出身的合作商店经理，因为对统购统销政策提了一点意见，1957年被打成“右派”。1956年，戴厚英考入上海的华东师范大学中文系，1960年毕业后分配到上海作家协会文学研究所工作。期间撰写批判钱谷融人道主义思想的文章。是上海市委的内刊编辑部文学组的成员。文革初期思想左倾，参与造反运动。1971年与诗人闻捷相恋，向上级申请结婚，张春桥批示为“阶级斗争新动向”，闻捷自杀身亡。
文革后历任复旦大学分校教师，随该分校沿革任上海大学文学院中文系教师。戴厚英思想转变为人道主义，1978年报告文学《诗人之死》等作品，被称为伤痕文学的代表作品。此后，戴共著有7篇长篇小说，较为著名的有《人啊，人！》、《空中的足音》、《风水轮流》、《悬空的十字路口》等。她的最后一本长篇小说《脑裂》，在遇害前不久封笔。
1996年严打时，1996年8月25日在上海凉城新村某寓所和刚刚从上海商业职业技术学校毕业的侄女戴慧（六弟戴厚泉的女儿），被抢劫歹徒陶锋所杀害。1996年9月3日在上海龙华殡仪馆举行追悼会。
戴案办案人员从戴厚英日记中挖掘出1996年4月中旬戴为在颖上中学的语文老师李某某的孙子陶锋在上海找一份饭店厨师工作，经摸排于1996年9月14日在界首县其工作的饭店抓获归案；1996年9月26日上海市人民检察院第二分院对陶锋提起公诉；1996年10月10日上海市第二中级人民法院公开开庭审理；1996年12月26日押赴刑场执行枪决。

## 家人
- 丈夫张某：二人中学同学。在芜湖市抗震救灾办公室任职。1961年结婚。1969年离异。
- 女儿戴醒：1964年10月出生。与丈夫隋某在美国获博士学位后留美生活工作。